# August Hase
August Hase (* 18. April 1895 in Neuhof (Parchim); † 6. August 1978 in Gadebusch) war ein deutscher Politiker.

## Leben
Von 1924 bis 1929 war er Mitglied der erweiterten Bezirksleitung (BL) der KPD Rostock. Von 1945 bis 1950 war er Landrat in Parchim und von 1950 bis 1951 Direktor der Gebietsvereinigung VEG Greifswald. Von 1951 bis 1952 war er Kreissekretär der VdgB Güstrow. Von 1952 bis 1953 war er stellvertretender Vorsitzender des Rates des Kreises Hagenow. Von 1953 bis 1957 war er Vorsitzender des Rates des Kreises Gadebusch.